# Pancorius darjeelingianus
Pancorius darjeelingianus là một loài nhện trong họ Salticidae. Loài này được phát hiện ở Ấn Độ.